# Ricardo Rodríguez
Ricardo Rodríguez, mehiški dirkač Formule 1, * 14. februar 1942, Mexico City, Mehika, † 1. november 1962, Mexico City, Mehika. 
Ricardo Rodríguez je pokojni mehiški dirkač Formule 1. Debitiral je v sezoni 1961, ko je nastopil le na Veliki nagradi Italije, kjer je po presenetljivem drugem štartnem položaju odstopil. V naslednji sezoni 1962 je nastopil na štirih dirkah in ob dveh odstopih je dosegel četrto mesto na Veliki nagradi Belgije in šesto mesto na Veliki nagradi Nemčije. Veljal je za enega najobetavnejših dirkačev svoje generacije, toda na domači neprvenstveni dirki za Veliko nagrado Mehike se je v starosti dvajsetih let smrtno ponesrečil.
Njegov starejši brat je bil Pedro Rodríguez.

## Popolni rezultati Formule 1
(legenda) (odebeljene dirke pomenijo najboljši štartni položaj, poševne pa najhitrejši krog, †-uvrščen kljub odstopu)
| Leto | Moštvo           | Šasija      | Motor      | 1       | 2       | 3     | 4   | 5  | 6     | 7       | 8   | 9   | Prv | Toč |
| ---- | ---------------- | ----------- | ---------- | ------- | ------- | ----- | --- | -- | ----- | ------- | --- | --- | --- | --- |
| 1961 | Scuderia Ferrari | Ferrari 156 | Ferrari V6 | MON     | NIZ     | BEL   | FRA | VB | NEM   | ITA Ret | ZDA |     | -   | 0   |
| 1962 | Scuderia Ferrari | Ferrari 156 | Ferrari V6 | NIZ Ret | MON DNS | BEL 4 | FRA | VB | NEM 6 | ITA Ret | ZDA | JAR | 13. | 4   |